# کیکی (فیلم ۱۹۲۶)
کیکی (انگلیسی: Kiki) فیلمی در ژانر کمدی رمانتیک به کارگردانی کلارنس براون است که در سال ۱۹۲۶ منتشر شد. از بازیگران آن می‌توان به نورما تالماج و رونالد کولمن اشاره کرد.